# Niebla y sol
Niebla y sol es una película española de 1951, del género dramático, dirigida por José María Forqué y protagonizada por Antonio el bailarín.

## Sinopsis
Isabel, la mujer de Jaime, está enferma y él decide retirarse del trabajo de compositor, no sin antes componer una gran obra paro los bailarines Antonio y Rosario. Entretanto Isabel se reencontrará con un antiguo amante, que le pide volver con ella. Ella se niega mientras su enfermedad empeora, hasta el punto de que escribirá una carta a su marido en la que le pide que la perdone.

## Reparto
- Antonio el bailarín - Antonio
- Xan das Bolas - Meigo
- Modesto Cid - Jardinero
- Roberto Font - Don Manoliño
- Mara Jerez - Taza Chea
- Francisco Melgares - Padre Lucas
- José María Mompín - Enrique
- Carlos Muñoz - Jaime
- Consuelo de Nieva - Doña Remedios
- María Dolores Pradera - Julia
- Rosario - Rosario
- Asunción Sancho - Isabel
- Julio Sanjuán - Viejo pastor
- Aníbal Vela - Bascones

## Premios
7.ª edición de las Medallas del Círculo de Escritores Cinematográficos
| Categoría    | Nominación        | Resultado |
| ------------ | ----------------- | --------- |
| Mejor música | Jesús García Leoz | Ganador   |